# Dyviksudd
Dyviksudd är en tidigare småort i Tyresö kommun i Stockholms län. Dyviksudd ligger sydöst om tätorten Brevikshalvön, längst ut på halvön. Vid tätortsavgränsningen 2015 hade orten växtsamman med Stockholms tätort.